# Water Eaton
Water Eaton är en stadsdel i kommunen Milton Keynes i civil parish Bletchley and Fenny Stratford i Storbritannien. Den ligger i grevskapet Buckinghamshire och riksdelen England, i den södra delen av landet. Water Eaton ligger 75 meter över havet och antalet invånare är 8 412. Water Eaton var en civil parish 1866–1934 när blev den en del av Bletchley. Civil parish hade 180 invånare år 1931. Byn nämndes i Domedagsboken (Domesday Book) år 1086, och kallades då Etone.
Terrängen runt Water Eaton är huvudsakligen platt. Omgivningarna runt Water Eaton är tät bebyggd.